# José Daniel Rivera Martínez
José Daniel Rivera Martínez (Tarapoto, 8 maggio 1997) è un calciatore peruviano, attaccante dell'Universitario e della nazionale peruviana.

## Carriera

### Club
Rivera è cresciuto nell'Unión Comercio dove ha debuttato l'11 novembre 2016 nell'incontro del Campeonato Descentralizado vinto 1-0 contro l'U. César Vallejo. Ha segnato il suo primo gol il 13 maggio 2017, contro l'Alianza Atlético.
Dopo quattro stagioni con il club rossoblu, nel 2020 si è trasferito al Cusco dove ha giocato per due stagioni. Nel 2022 ha firmato con il Carlos A. Mannucci e la stagione successiva è stato acquistato dall'Universitario.

### Nazionale
Nel maggio del 2019 è stato convocato dal Perù Under-23 per partecipare agli XVIII Giochi panamericani, e nell'ottobre seguente ha partcipato al Torneo Pre-Olimpico CONMEBOL.
Ha debuttato con la nazionale maggiore il 16 novembre 2022 nell'incontro amichevole vinto 1-0 contro il Paraguay. Nel 2024 è stato incluso nella lista finale dei convocati per la Copa América 2024.

## Statistiche

### Presenze e reti nei club
Statistiche aggiornate al 19 giugno 2024.
| Stagione        | Squadra            | Campionato      | Campionato | Campionato | Coppe nazionali | Coppe nazionali | Coppe nazionali | Coppe continentali | Coppe continentali | Coppe continentali | Altre coppe | Altre coppe | Altre coppe | Totale | Totale | Totale |
| Stagione        | Squadra            | Comp            | Pres       | Reti       | Comp            | Pres            | Reti            | Comp               | Pres               | Reti               | Comp        | Pres        | Reti        | Pres   | Reti   |        |
| --------------- | ------------------ | --------------- | ---------- | ---------- | --------------- | --------------- | --------------- | ------------------ | ------------------ | ------------------ | ----------- | ----------- | ----------- | ------ | ------ | ------ |
| 2016            | Unión Comercio     | PD              | 11         | 0          | CP              | 0               | 0               |                    | -                  | -                  |             | -           | -           | 11     | 0      |        |
| 2017            | Unión Comercio     | PD              | 11         | 2          | CP              | 0               | 0               |                    | -                  | -                  |             | -           | -           | 11     | 2      |        |
| 2018            | Unión Comercio     | PD              | 32         | 7          | CP              | 0               | 0               |                    | -                  | -                  |             | -           | -           | 32     | 7      |        |
| 2019            | Unión Comercio     | L1              | 33         | 4          | CP              | 0               | 0               |                    | -                  | -                  |             | -           | -           | 33     | 4      |        |
| 2020            | Cusco              | L1              | 20         | 8          | CP              | 0               | 0               |                    | -                  | -                  |             | -           | -           | 20     | 8      |        |
| 2021            | Cusco              | L1              | 20         | 3          | CP              | 0               | 0               |                    | -                  | -                  |             | -           | -           | 20     | 3      |        |
| 2022            | Carlos A. Mannucci | L1              | 34         | 7          | CP              | 0               | 0               |                    | -                  | -                  |             | -           | -           | 34     | 7      |        |
| 2023            | Universitario      | L1              | 26         | 3          | CP              | 0               | 0               | CS                 | 5                  | 0                  |             | -           | -           | 31     | 3      |        |
| 2024            | Universitario      | L1              | 12         | 4          | CP              | 0               | 0               | CL                 | 4                  | 2                  |             | -           | -           | 16     | 6      |        |
| Totale carriera | Totale carriera    | Totale carriera | 199        | 38         |                 | -               | -               |                    | 9                  | 2                  |             | -           | -           | 208    | 40     |        |

### Cronologia presenze e reti in nazionale
| Cronologia completa delle presenze e delle reti in nazionale ― Perù | Cronologia completa delle presenze e delle reti in nazionale ― Perù | Cronologia completa delle presenze e delle reti in nazionale ― Perù | Cronologia completa delle presenze e delle reti in nazionale ― Perù | Cronologia completa delle presenze e delle reti in nazionale ― Perù | Cronologia completa delle presenze e delle reti in nazionale ― Perù | Cronologia completa delle presenze e delle reti in nazionale ― Perù | Cronologia completa delle presenze e delle reti in nazionale ― Perù |
| Data                                                                | Città                                                               | In casa                                                             | Risultato                                                           | Ospiti                                                              | Competizione                                                        | Reti                                                                | Note                                                                |
| ------------------------------------------------------------------- | ------------------------------------------------------------------- | ------------------------------------------------------------------- | ------------------------------------------------------------------- | ------------------------------------------------------------------- | ------------------------------------------------------------------- | ------------------------------------------------------------------- | ------------------------------------------------------------------- |
| 16-11-2022                                                          | Lima                                                                | Perù                                                                | 1 – 0                                                               | Paraguay                                                            | Amichevole                                                          | -                                                                   | 46’                                                                 |
| 26-3-2024                                                           | Lima                                                                | Perù                                                                | 4 – 1                                                               | Rep. Dominicana                                                     | Amichevole                                                          | -                                                                   | 60’                                                                 |
| 7-6-2024                                                            | Lima                                                                | Perù                                                                | 0 – 0                                                               | Paraguay                                                            | Amichevole                                                          | -                                                                   | 64’                                                                 |
| 29-6-2024                                                           | Miami Gardens                                                       | Argentina                                                           | 2 – 0                                                               | Perù                                                                | Coppa America 2024 - 1º turno                                       | -                                                                   | 56’                                                                 |
| 15-11-2024                                                          | Lima                                                                | Perù                                                                | 0 – 0                                                               | Cile                                                                | Qual. Mondiali 2026                                                 | -                                                                   | 86’                                                                 |
| 19-11-2024                                                          | Buenos Aires                                                        | Argentina                                                           | 1 – 0                                                               | Perù                                                                | Qual. Mondiali 2026                                                 | -                                                                   | 86’                                                                 |
| Totale                                                              |                                                                     | Presenze                                                            | 6                                                                   |                                                                     | Reti                                                                | 0                                                                   |                                                                     |

## Palmarès

### Club

#### Competizioni nazionali
- Campionato peruviano: 2

Universitario: 2023, 2024